# Глицеральдегид-3-фосфат
Глицеральдегид-3-фосфат (глицераль-3-фосфат) — фосфотриоза, ключевой интермедиат метаболизма гексоз во многих биохимических процессах: гликолиз, глюконеогенез, фотосинтез.
В ходе гликолиза глицеральдегид-3-фосфат катаболизируется с образованием пировиноградной кислоты при аэробном дыхании либо молочной кислоты при анаэробном дыхании.

## Биосинтез
Глицеральдегид-3-фосфат образуется в следующих обратимых реакциях:

### Из фруктозо-1,6-бисфосфата
Под действием фермента альдолазы фруктозобисфосфата, из фруктозо-1,6-бисфосфата образуется глицеральдегид-3-фосфат и дигидроксиацетонфосфат.
| β-D-фруктозо-1,6-бисфосфат | Альдолаза | Альдолаза | D-глицеральдегид-3-фосфат |   | дигидроксиацетонфосфат |
|                            |           |           |                           | + |                        |
|                            |           |           |                           |   |                        |
|                            |           |           |                           |   |                        |
|                            |           |           |                           |   |                        |
|                            |           |           |                           |   |                        |
|                            | Альдолаза |           |                           |   |                        |

### Из дигидроксиацетонфосфата
Под действием фермента триозофосфатизомеразы, из дигидроксиацетонфосфата образуется глицеральдегид-3-фосфат: 
| дигидроксиацетонфосфат | Триозофосфатизомераза | Триозофосфатизомераза | D-глицеральдегид-3-фосфат |
|                        |                       |                       |                           |
|                        |                       |                       |                           |
|                        |                       |                       |                           |
|                        |                       |                       |                           |
|                        |                       |                       |                           |
|                        | Триозофосфатизомераза |                       |                           |

## Субстрат
Глицеральдегид-3-фосфат является субстратом глицеральдегид-3-фосфатдегидрогеназы, которая катализирует реакцию превращения его в 1,3-бисфосфоглицерат. Эта реакция легко обратима и в клетке может протекать в обоих направлениях в зависимости от концентраций исходных веществ и продуктов.
| глицеральдегид-3-фосфат | Глицеральдегид-3-фосфатдегидрогеназа | Глицеральдегид-3-фосфатдегидрогеназа | D-1,3-бисфофсоглицерат |
|                         |                                      |                                      |                        |
| НАД+ Фi                 | НАДН + H+                            |                                      |                        |
|                         |                                      |                                      |                        |
| НАД+ Фi                 | НАДН + H+                            |                                      |                        |
|                         |                                      |                                      |                        |
|                         |                                      |                                      |                        |

Глицеральдегид-3-фосфат важен для метаболических процессах в клетке, так как именно в этой форме глицерин (в форме его изомера — дигидроксиацетонфосфата) входит в гликолиз или глюконеогенез. Кроме того, глицеральдегид-3-фосфат является одним из продуктов пентозо-фосфатного пути.

## Фотосинтез
В ходе цикла Кальвина на первом этапе темновой фазы из молекулы рибулозо-1,5-бисфосфата и молекулы углекислого газа под действием фермента рибулозобисфосфат карбоксилазы/оксигеназы образуется 2 молекулы 3-фосфоглицерата. 3-фосфоглицерат далее превращается в глицеральдегид-3-фосфат.
Глицеральдегид-3-фосфат называют основным продуктом фотосинтеза, так как он легко может быть использован для дальнейшего синтеза моносахаридов и транспортирован в другие клетки, либо запасён в форме нерастворимых полисахаридов, например, крахмала.

### Реакции
6 CO2 + 6 рибулозобисфосфат + 12 НАДФН + 12 АТФ → 12 ФГА + 12 НАДФ+ + 12 АДФ + 12 ФН
10 ФГА + 6 АТФ → 6 рибулозо-1,5-бисфосфат + 6 АДФ + 4 ФН
2 ФГА → глюкоза + 2 ФН

## Биосинтез триптофана
Глицеральдегид-3-фосфат является побочным продуктом в реакциях биосинтеза триптофана.

## Биосинтез тиамина
Глицеральдегид-3-фосфат требуется для синтеза тиамина (витамина B1).